# Аппер-Даблін Тауншип (округ Монтгомері, Пенсільванія)
Аппер-Даблін Тауншип (англ. Upper Dublin Township) — селище (англ. township) в США, в окрузі Монтгомері штату Пенсільванія. Населення — 26 665 осіб (2020).

## Демографія
Згідно з переписом 2010 року, у селищі мешкало 25 569 осіб у 9397 домогосподарствах у складі 7214 родин. Було 9649 помешкань
Расовий склад населення:
| - 83,0 % — білих - 8,5 % — азіатів - 6,6 % — чорних або афроамериканців - 0,1 % — корінних американців |

До двох чи більше рас належало 1,3 %. Частка іспаномовних становила 1,8 % від усіх жителів.
За віковим діапазоном населення розподілялося таким чином: 25,4 % — особи молодші 18 років, 59,4 % — особи у віці 18—64 років, 15,2 % — особи у віці 65 років та старші. Медіана віку мешканця становила 43,9 року. На 100 осіб жіночої статі у селищі припадало 94,6 чоловіків;  на 100 жінок у віці від 18 років та старших — 91,3 чоловіків також старших 18 років.
Середній дохід на одне домашнє господарство  становив 146 269 доларів США (медіана — 110 065), а середній дохід на одну сім'ю — 165 747 доларів (медіана — 128 323). Медіана доходів становила 92 104 долари для чоловіків та 63 496 доларів для жінок. За межею бідності перебувало 2,7 % осіб, у тому числі 3,6 % дітей у віці до 18 років та 4,4 % осіб у віці 65 років та старших.
Цивільне працевлаштоване населення становило 13 352 особи. Основні галузі зайнятості: освіта, охорона здоров'я та соціальна допомога — 28,4 %, науковці, спеціалісти, менеджери — 19,1 %, фінанси, страхування та нерухомість — 11,4 %, виробництво — 9,5 %.